# Ivan Rebroff
Hans Rolf Rippert, dit Ivan Rebroff, est un chanteur allemand né le 31 juillet 1931 à Berlin-Spandau (Reich allemand) et mort le 27 février 2008 à Francfort-sur-le-Main,.
D'origine russe par sa mère selon ses dires,,, il mène une carrière internationale basée sur un répertoire très varié : chansons traditionnelles russes, mais aussi chants religieux classiques ou orthodoxes, chants de Noël, variétés française ou allemande, opéras, opérettes, chansons folkloriques de nombreux pays et de multiples airs connus.
Il dispose d’un registre vocal remarquablement étendu (plus de quatre octaves), ce qui le fait entrer dans le Livre Guinness des records. Il chante aussi bien en allemand qu'en russe, en français, en anglais, en afrikaans, en italien et en hébreu (il parlait d'ailleurs couramment les quatre premières langues citées ainsi que le grec).
En France, il est surtout connu pour ses participations à des émissions télévisées de variétés du temps de l'ORTF, surtout entre 1966 et 1975, où il connaît la même notoriété que le chanteur grec Demis Roussos.

## Biographie

### Jeunesse et études
Ivan Rebroff est né en 1931 sous le nom de Hans Rolf Rippert à Berlin dans l'arrondissement de Spandau. Ses parents sont Paul Rippert (ingénieur né en 1897 à Liebenwerda dans le Brandebourg) et Luise Fenske (née en 1896 à Bromberg, aujourd’hui Bydgoszcz en Pologne). Il a un frère Horst Rippert, né neuf ans avant lui en 1922,, qui s’est ensuite illustré dans la Luftwaffe au cours de la seconde guerre mondiale.
Enfant, Ivan Rebroff est initié au violon et au chant sous l’impulsion de sa mère, grande admiratrice de Fédor Chaliapine.
Adolescent, il est soprano soliste de l’un des plus anciens chœurs de garçons d’Allemagne, le Stadtsingechor (de) de l’institution August Hermann Francke dans la ville de Halle an der Saale (1945-1950). Pendant un temps assez bref, il fait aussi partie du Thomanerchor (le chœur de l'église Saint-Thomas de Leipzig) sous la direction du maître de chœur, organiste et compositeur Günther Ramin.
Plus tard, il est soliste du chœur des « Cosaques du Don » dirigé par Serge Jaroff et membre des ensembles « Cosaques de la mer Noire » et « Chœur des Cosaques de l'Oural » fondés par Andrej Scholuch.
À partir de 1951 et jusqu’en 1959, ce colosse de 1,96 mètre (plus de 2 mètres selon d’autres sources) poursuit ses études de chant, piano et violon à l’école supérieure de musique de Hambourg en bénéficiant d’une bourse Fulbright. Il obtient le premier prix du concours des écoles supérieures d’Allemagne fédérale en 1958.
Il est également premier prix du neuvième concours international de musique de l'ARD en 1960 à Munich, en interprétant, entre autres, Fühlt meine Seele l’un des trois Michelangelo Lieder (Lieder sur des poèmes de Michel-Ange) du compositeur Hugo Wolf.

### Débuts
Ses débuts en musique classique ont lieu à l'opéra de Gelsenkirchen (1960-1963) et à celui de Francfort (1963-1969). Son premier rôle à l’opéra est celui de Don Basilio dans Le Barbier de Séville de Rossini. La soprano Inge Borkh, qui l'a connu durant son engagement à Francfort, estime qu'à cette époque, son talent était largement sous-estimé.

### Un violon sur le toit, à Paris puis en tournée
Ivan Rebroff explique son passage à la « musique légère » par un « accident » : jouant le rôle de Jupiter dans Orphée aux Enfers à l’opéra de Munich, il se rompt malencontreusement le tendon d'Achille sur scène. Obligé d’interrompre les représentations, il se consacre à l’enregistrement de son premier disque, incluant les chansons russes Plaine, ma plaine et La Légende des douze brigands. Au printemps 1968, cette seconde chanson passe très tard dans la nuit sur l'antenne de RTL dans l'émission de Georges Lang et le standard téléphonique est submergé d’appels d’auditeurs voulant connaître le nom du chanteur. Par hasard, Robert Toutan, l'attaché de presse du département télévision de CBS Disques France, est à l'écoute et, dès le lendemain matin, persuade la direction artistique de la maison de disques de sortir en urgence ce premier album, qui, curieusement avait été refusé quelques jours avant. Robert Toutan, en voyant la pochette de ce disque, comprend qu'il a avec cet artiste une vraie star de télévision et, très vite, il le fait inviter dans de nombreuses émissions de télévision, notamment Discorama de Denise Glaser et Le Sacha Show produit par Maritie et Gilbert Carpentier. C'est en passant dans l'émission Midi Première animée par Danièle Gilbert que le miracle se produit et qu'Elvire Popesco, alors directrice du théâtre Marigny décide de lui offrir en 1968 le rôle du laitier Tevje dans la comédie musicale Un violon sur le toit, où il interprète entre autres la chanson Ah ! Si j'étais riche. Ne parlant que quelques mots de français, Ivan Rebroff apprend en seulement deux mois son rôle, de manière phonétique. Les représentations débutent en novembre 1969 au théâtre Marigny avec pour partenaire principale Maria Murano qui interprète Golde, la femme du laitier. Il y a 653 représentations à Paris, et, avec les tournées, 1 476 au total selon son imprésario. Ce rôle apporte à Ivan Rebroff la célébrité, tant en France qu’en Allemagne, et est le point de départ de sa carrière internationale.Toutefois, jusqu'à la fin de sa vie, il reste fidèle à la France, le pays de sa consécration où Robert Toutan, son ami de toujours, continuera à le faire inviter régulièrement à la télévision, ses apparitions étant toujours très appréciées par un public fidèle.

### Carrière internationale

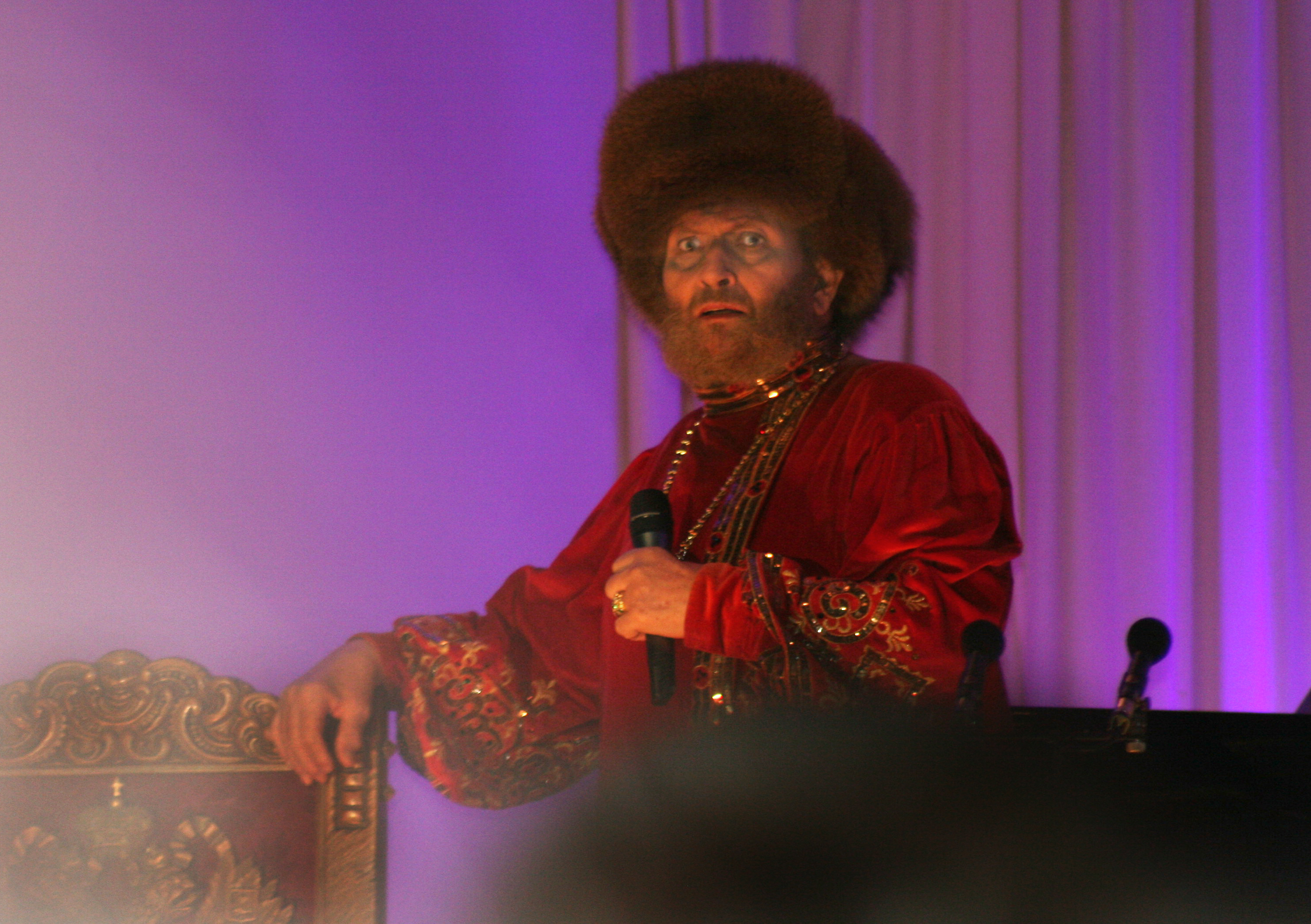
Ivan Rebroff lors d'un concert à l'abbaye de la Cambre en 2006.

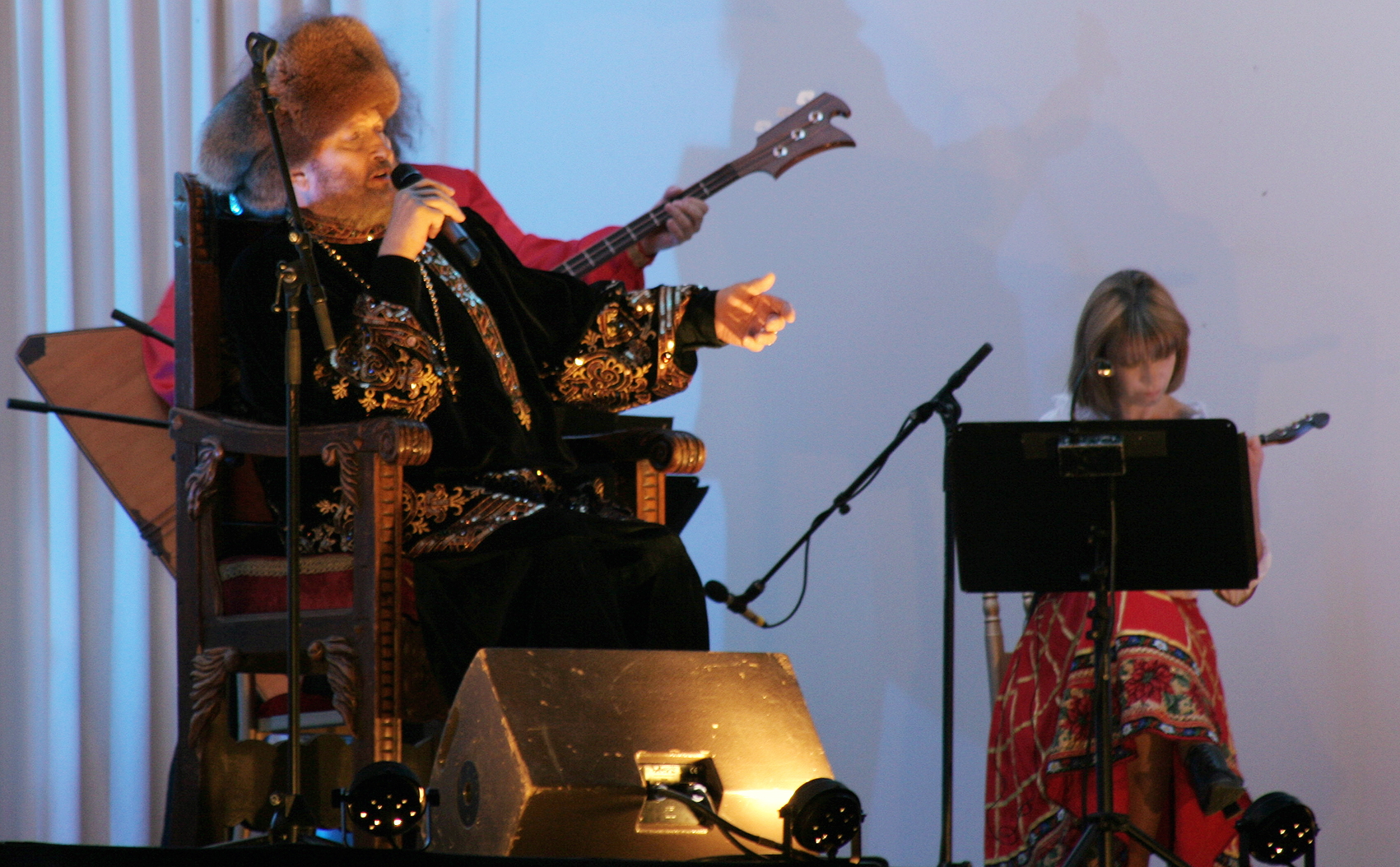
Ivan Rebroff en 2006 (à la domra : Irina Kripakova).

Ivan Rebroff est particulièrement célèbre auprès du grand public pour son interprétation de chansons folkloriques russes (Kalinka, Les Nuits de Moscou, Les Yeux noirs, Plaine, ma plaine, Les Bateliers de la Volga, Les Cloches du soir, Katioucha, Souliko, Stenka Razin, Korobeïniki, Boublitchki, Sombre Nuit, Ah, les chemins…, Dans les rues de Saint-Pétersbourg, etc.). Sa reprise, en russe, de la chanson popularisée par Mary Hopkin Those Were the Days (à l’origine, une chanson russe), sous le titre Le Temps des fleurs, reprise également en français par Dalida, tient plusieurs semaines à la première place du hit-parade français en décembre 1968.
Au cours de sa carrière, il obtient 49 disques d'or décernés dans des pays des cinq continents et notamment dans presque tous les pays européens ainsi qu'un disque de platine pour dix millions de disques vendus  à partir de 1975.
Rebroff disait de lui qu'il était « international » (sa patrie c'était la Terre) et qu'avec son répertoire il essayait de faire la connexion entre l'Est et l'Ouest[réf. nécessaire]. L'ancien chancelier d'Allemagne fédérale Helmut Schmidt lui remet d'ailleurs en 1985 la croix de l'ordre du Mérite de la République fédérale d'Allemagne en remerciement de sa contribution au rapprochement des peuples. Début 1989, il est l'un des premiers artistes d’Europe de l'Ouest à se produire en public en URSS sur invitation de Mikhaïl Gorbatchev.
Du début de sa carrière jusqu'à l'an 2000, il a donné plus de 7 200 concerts en soliste devant plus de 5,8 millions de spectateurs, dont une période de deux ans, sept jours sur sept, sur les scènes françaises.
Il a également joué dans de nombreux opéras, opérettes et films (Le Barbier de Séville (Don Basilio), La Cenerentola (Alidoro), Boris Godounov (Boris Godounov), Le Baron tzigane (Zsupan), Sang viennois, Le Chevalier à la rose (baron Ochs), L'Étudiant mendiant (Ollendorf), La Belle Hélène (Calchas), Orphée aux Enfers (Jupiter), La Bohème (Colline), La Chauve-Souris (Prince Orlofsky, sous la direction de Carlos Kleiber), Die Zauberflöte (Sarastro), Don Carlos (Philippe II), Faust (Méphistophélès), Ernani (Silva), Le Nez, Macbeth, etc.).

### Fin de carrière et mort
En pleine forme à 70 ans passés, il entame début 2004 une tournée en Australie et Nouvelle-Zélande chantant dans douze concerts en quatorze jours. Il continue jusqu'à sa mort à se produire régulièrement à travers l'Europe, principalement dans des églises, et à être invité fréquemment dans des émissions télévisuelles allemandes. Ivan Rebroff affirmait en effet son profond attachement à la foi chrétienne[réf. nécessaire].
Il était domicilié dans l'île grecque de Skópelos dont il était « citoyen d'honneur » depuis 1991 et où il possédait une villa dans laquelle il allait se reposer entre les tournées. Mais, il possédait aussi plusieurs résidences en Allemagne, dont l'une notamment près de Francfort, ainsi que des pieds-à-terre dans différents pays (en Provence, dans les régions de Saint-Pétersbourg ou de Lisbonne). L'artiste était connu pour son amour des animaux : sa maison d'édition Lisa portait le nom de la petite chienne qu'il avait recueillie sur une plage grecque. Il avait également élevé des barzoïs (lévriers russes) sous affixe Vom Rebroff et des leonberg.
Ivan Rebroff avait prévu d'effectuer une tournée de décembre 2007 à juillet 2008 mais le chanteur est hospitalisé d'urgence à Vienne où il venait de donner un récital le 9 décembre 2007 à l'Église votive. Il meurt d'un arrêt cardiaque dans une clinique de Francfort (Allemagne) le 27 février 2008 à l'âge de 76 ans.
Selon sa dernière volonté, il est incinéré et ses cendres sont dispersées en mer Égée, non loin de l'île de Skopelos, dans laquelle il a vécu.

### Vie privée
Ivan Rebroff n’a jamais été marié.
Quelques jours après sa mort, Horst Rippert, le pilote de la Luftwaffe ayant déclaré en mars 2008 avoir abattu l'avion d'Antoine de Saint-Exupéry, a affirmé dans la presse allemande qu'il était son seul frère, espérant hériter de l’importante fortune laissée,.

## Œuvre

### Discographie
- Chants folkloriques de la Vieille Russie (1968)
- Chants folkloriques de la Vieille Russie Volume II (1968)
- Au son des balalaïkas (1969)
- Un violon sur le toit (1969)
- Veillée de Noël (1970)
- L'Homme qui vient de la nuit (BO du film) (1970)
- Sing vir ons (1971)
- La Chauve-souris de Johann Strauss (1976) sous la direction de Carlos Kleiber
- Ave Maria (1979)
- Katharina und Potemkin (1980)
- Ivan Rebroff à Moscou (1997)
- Glasnost Perestroïka (1999)
- Noël russe (1999)
- Et de nombreuses compilations…

### Filmographie
- L'Homme qui venait du Cher (1969) (TV)
- L'Homme qui vient de la nuit (1970)
- La Dernière Valse (1973) (TV)
- La Belle Hélène (1974)
- Le Baron Tzigane (1975)
- L'Étudiant mendiant (1981) (TV)

### Vidéographie
- Live in concert (1982)

## Distinctions
- 2007 : doctorat honoris causa de l’International Writers & Artists Association (IWA, USA) ainsi que le diplôme d'honneur du Comité roumain de l'Académie européenne des arts.

## Accueil critique
« Une légende vivante. Quiconque l'a entendu un jour ne peut être que rempli de respect en découvrant quelle sonorité harmonieuse peut avoir une voix humaine. »

— Evening Standard[source insuffisante]